# Roger Beckamp

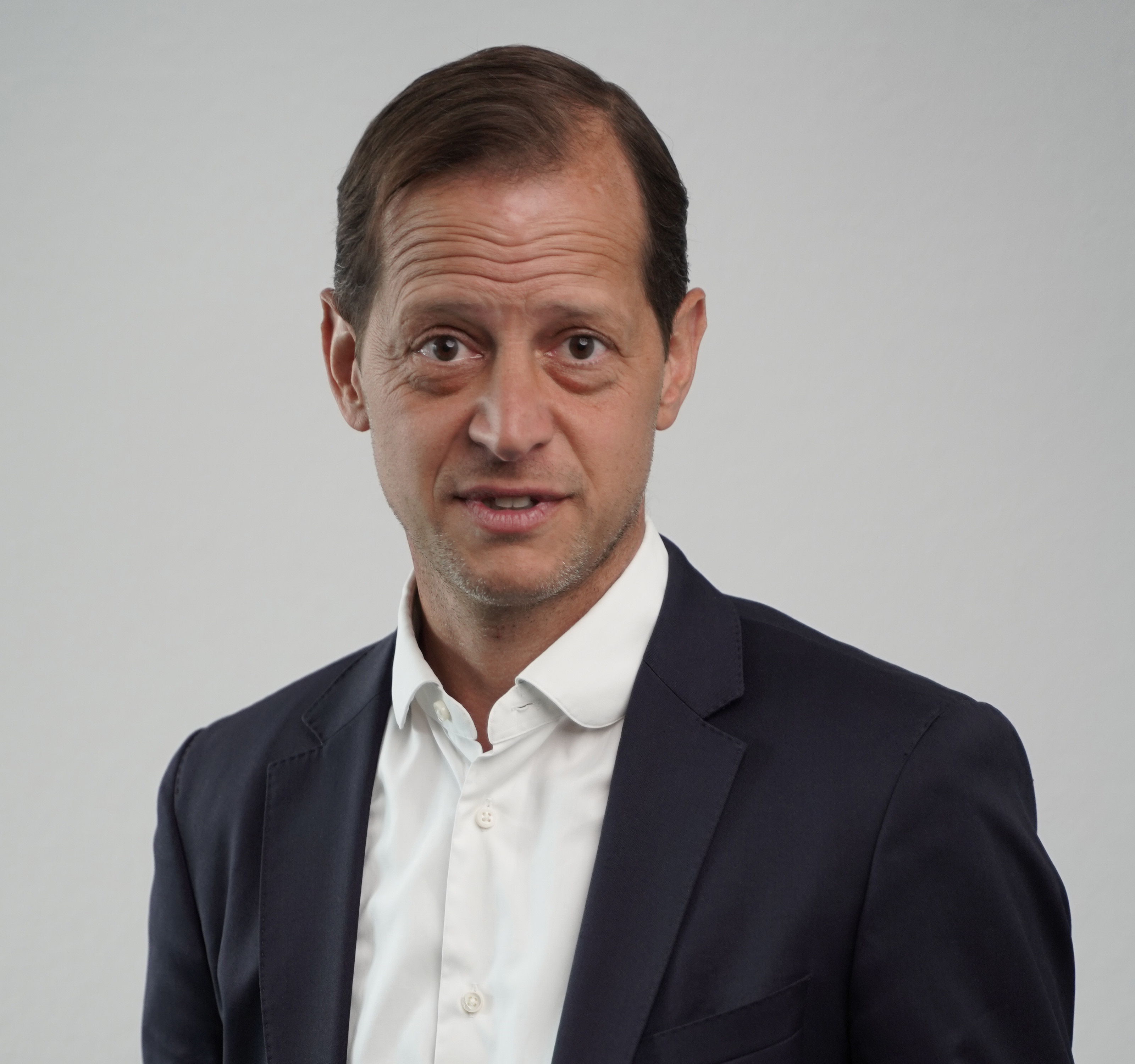
Roger Beckamp (2021)

Roger Friedrich Nikolaus Beckamp (* 18. Juli 1975 in Köln) ist ein deutscher Politiker der AfD. Von 2021 bis 2025 war er Mitglied des Deutschen Bundestags. Zuvor war er von 2017 bis 2021 Mitglied des Landtags in Nordrhein-Westfalen.

## Leben und beruflicher Werdegang
Roger Beckamp bestand das Abitur im Jahre 1994. Danach leistete er bis 1995 Wehrdienst beim Fernmeldeaufklärungsregiment 940 in Daun, es folgte 2003 die Absolvierung eines Reserveunteroffizierlehrganges an der Heeresunteroffizierschule in Münster, mit anschließender Beförderung zum Unteroffizier. Ab 1995 studierte Beckamp Rechtswissenschaften an den Universitäten Augsburg, Rostock, Osnabrück, an der Keele University in Staffordshire und zuletzt an der Humboldt-Universität zu Berlin. Nach dem Ersten Juristischen Staatsexamen 2002 nahm er 2003 ein Studium der Immobilienökonomie an der European Business School Oestrich-Winkel am Studienstandort Berlin auf und schloss dieses als Immobilienökonom ab. Im Jahre 2006 bestand er das Zweite Juristische Staatsexamen in Hamburg.
Nach dem Referendariat in Hamburg arbeitete er mehrere Jahre bei einer Rechtsanwaltsgesellschaft im Bereich Immobilien-, Bau- und Mietrecht. Zudem war er mehrere Jahre als Prokurist bei einer Immobiliengesellschaft und Hausverwaltung tätig. Seit 2006 arbeitet er als Rechtsanwalt, seit 2012 ist er selbstständiger Rechtsanwalt in Köln.
In den Jahren 2015 und 2016 lehrte er an der Hochschule Fresenius in Köln. Von 2015 bis 2017 hielt Beckamp Referate zum Bau- und Architektenrecht beim Bundesamt für Bauwesen und Raumordnung in Bonn.
Nach seinem Ausscheiden aus dem Bundestag plant Beckamp, unter dem Namen „Baufi Beckamp“ einen YouTube-Kanal zum Thema Immobilien zu betreiben und als Vermittler für Immobiliendarlehen tätig zu sein.
Roger Beckamp ist verheiratet und hat zwei Söhne. Er wohnt in Windeck.

## Politik
Roger Beckamp trat im März 2013 in die AfD ein und war 2014 für die AfD im Rat der Stadt Köln. Er war Vorsitzender der Kölner AfD-Ratsfraktion. Bei der Landtagswahl in Nordrhein-Westfalen 2017 kandidierte er als Direktkandidat im Landtagswahlkreis Köln II sowie auf Platz zwei der Landesliste, über die er in den Landtag gewählt wurde.
Zusammen mit anderen Landtagsabgeordneten der AfD unternahm er im Februar 2018 eine Reise auf die völkerrechtswidrig seit 2014 von Russland annektierte Halbinsel Krim.
Dabei stellte er in Abrede, dass die Krim von Russland besetzt sei, und forderte ein Ende der Sanktionen gegen Russland.
Im Mai 2021 wurde Beckamp auf Platz 8 der AfD-Landesliste in Nordrhein-Westfalen für die Bundestagswahl 2021 aufgestellt. Zudem kandidierte er als Direktkandidat im Wahlkreis Rhein-Sieg-Kreis II und zog schließlich über die Landesliste in den Deutschen Bundestag ein. Im Zuge dessen legte er sein Landtagsmandat nieder, für ihn rückte Uta Opelt in den Landtag nach.
Beckamp wurde im März 2022 zu einem von zwei Sprechern des AfD-Kreisverbandes im Rhein-Sieg-Kreis gewählt.
Beckamp war Vorsitzender der deutsch-iranischen Parlamentariergruppe. Er warb zusammen mit seinem Fraktionskollegen Eugen Schmidt für eine engere handelspolitische Zusammenarbeit mit dem Iran, auch im Hinblick auf Gaslieferungen. In der Welt wurde ihm vorgeworfen, er verbreite Propaganda des iranischen Regimes. Ein Interview des iranischen Staatspräsidenten Ebrahim Raisi, in dem dieser die landesweit Protestierenden als „Feinde der islamischen Revolution“ bezeichnet hatte, verschickte er Oktober 2022 unkommentiert als Mail unter seinem Namen an die Parlamentariergruppe. Im August und September 2022 hatte Beckamp bereits geäußert, das Atomabkommen mit dem Iran sei zum Vorteil Deutschlands. Er hoffe nur, „Saudis und Israel zündeln nicht wieder“. Der Iran, so Beckamp, werde einseitig als „Schurkenstaat“ bezeichnet, er habe allerdings den Eindruck, „dass gerade die USA, Saudi-Arabien und Israel in vielfacher Hinsicht eine Gefahr für den Frieden in der Region darstellen“. Er verurteile die „amerikanische Interventionspolitik“. Die USA sagten etwas „und dann machen wir halt mit“, sagte Beckamp.
Bei der Bundestagsabstimmung zum Cannabisgesetz am 23. Februar 2024 stimmte Beckamp als einziger AfD-Abgeordneter – entgegen der Fraktionsdisziplin – für die Einführung des Gesetzes.
Beckamp war einer der vier AfD-Bundestagsabgeordneten, die am 28. April 2022 im Zusammenhang mit dem russischen Überfall auf die Ukraine dem Antrag zur „Umfassenden Unterstützung der Ukraine“, der auch Waffenlieferungen beinhaltet, zustimmten. Dadurch werde, so Beckamp, die Ukraine in die Lage versetzt, „überhaupt in eine Verhandlungsposition zu kommen“.
Nachdem die Revolte Rheinland, ein Ableger der rechtsextremen Identitären Bewegung, der jedoch – beispielsweise durch die Verwendung der Odalrune als Logo – noch stärker an nationalsozialistische Symbolik anknüpft, Ende 2023 auf die AfD-„Unvereinbarkeitsliste“ aufgenommen worden war, schrieb Beckamp an Heiligabend 2023 auf Instagram: „Frohe Weihnachten auch an die mutigen Aktivisten der Gruppe ‚Revolte Rheinland‘! Möge Eure kraftvolle Botschaft des Friedens und der Liebe auch im Jahr 2024 im ganzen Deutschland gehört werden.“
Laut Medienberichten nahm Beckamp im Dezember 2024 an einem Treffen in der Schweiz teil, bei dem auch Personen aus neonazistischen Kreisen anwesend waren, darunter Mitglieder der Organisation Junge Tat sowie des rechtsextremen und in Deutschland verbotenen Netzwerks Blood and Honour. Beckamp soll die Anwesenden dazu aufgefordert haben, sich als Mitarbeiter bei AfD-Abgeordneten zu bewerben, um dort berufliche Positionen zu erhalten. Ebenfalls anwesend war die brandenburgische Landtagsabgeordnete Lena Kotré.
Beckamp kritisierte den Landesvorstand um Martin Vincentz scharf für den vermeintlich schützenden Umgang mit dem Skandal um Klaus Esser. Eine Gruppe um den ehemaligen Landesvorsitzenden Rüdiger Lucassen nannte die Vorwürfe gegen Esser „einen der größten Skandale in unserer Partei in NRW“. Esser steht im Verdacht, seinen Jura-Abschluss gefälscht zu haben. Zudem soll er in die illegale Aufnahme neuer Parteimitglieder im Kreisverband Düren verwickelt gewesen sein, bei der Scheinadressen genutzt wurden. Die Staatsanwaltschaft Aachen prüft den Fall, und ein Parteiausschlussverfahren läuft.
Nach Beckamps Kritik verweigerte der Landesvorstand zunächst die Unterschrift für seine Direktkandidatur zur Bundestagswahl 2025, was Beckamp als Ausdruck parteiinterner Machtspiele bezeichnete. Im Wahlkreis Rhein-Sieg-Kreis II erhielt Beckamp 14,2 % der Erststimmen. Auf einen Landeslistenplatz hatte er aus familiären Gründen verzichtet, und schied daher aus dem Bundestag aus.